# Euphorbia brunellii
Euphorbia brunellii es una especie fanerógama perteneciente a la familia Euphorbiaceae. Es endémica de Sudán, Etiopía, Uganda y Kenia.

## Descripción
Es una pequeña planta perenne con hojas suculentas. Geófita con una raíz tuberosa de ± 3 x 2 cm, adelgazándose abruptamente en una raíz larga y horizontal, ascendente con varias raíces laterales, Enredaderas subterráneas derivadas de la raíz, de ± 3 x 1 cm, cubiertas de hojas.

## Ecología
Se encuentra en pastizales, sitios abiertos en los bosques de hoja caduca y en matorrales con Combretum, Terminalia, Lannea rivae y Commiphora africana, por lo general en los suelos arenosos bien drenados que recubren las rocas del basamento, raramente en suelos mal drenados de color gris oscuro en roca volcánica, etc ..

## Taxonomía
Euphorbia brunellii fue descrita por Emilio Chiovenda y publicado en Webbia 8: 234. 1952.
Etimología
Euphorbia: nombre genérico que deriva del médico griego del rey Juba II de Mauritania (52 a 50 a. C. - 23), Euphorbus, en su honor – o en alusión a su gran vientre – ya que usaba médicamente Euphorbia resinifera. En 1753 Carlos Linneo asignó el nombre a todo el género.
brunellii: epíteto otorgado en honor del botánico sueco H.E.Brunell.